# In da Club
"In da Club" er en hiphop-sang af 50 Cent fra hans debutalbum Get Rich or Die Tryin'. Sangen blev produceret af Dr. Dre med Mike Elizondo som medproducent. Sangen blev skrevet af 50 Cent, Dr. Dre og Mike Elizondo. Den blev udgivet i 2003 som den største single på albummet, og fik god kritik af musikkritikere.
"In da Club" var en af de mest populære sange i 2003 efter at have nået førstepladsen i USA og kommet på top 5 på næsten alle listerne i Europa. Til Grammy Awards 2004 blev sangen nomineret som Best Male Rap Solo Performance og Best Rap Song.
Den er anset af mange for at være en af 50 Cent's bedste sange, hvis ikke den bedste sang, af mange fans og er en af hans velkendte og genkendelige sange selv i rap generelt set.

## Baggrund
Efter at 50 Cent blev opdaget af rapperen Eminem i 2002, fløj han til Los Angeles hvor han blev introduceret til pladeproduceren Dr. Dre. "In da Club" var den første af 7 numre som han indspillede på 5 dage med Dr. Dre. 50 Cent beskriv studie-miljøet som: 
 Dre, he'll play dope beats ... [He'll say], 'These are the hits, 50. So pick one of these and make a couple of singles or something.' The very first time he heard [me rap on] 'In Da Club' he said, 'Yo, I didn't think you was going to go there with it, but, you know, it works.' He was probably thinking of going in a different direction with that song. Then he expanded it into a hit record.

## Hitlister
| Placeringar (2003)                              | Topp placering |
| ----------------------------------------------- | -------------- |
| ARIA Charts                                     | 1              |
| Ö3 Austria Top 40                               | 3              |
| Belgian Singles Chart                           | 2              |
| Canadian Singles Chart                          | 1              |
| Dutch Top 40                                    | 2              |
| Track Top-40                                    | 1              |
| Eurochart Hot 100                               | 1              |
| Finnish Singles Chart                           | 5              |
| Syndicat National de l'Édition Phonographique   | 16             |
| Media Control Charts                            | 1              |
| Greek Singles Chart                             | 3              |
| Irish Singles Chart                             | 1              |
| Recording Industry Association of New Zealand   | 1              |
| VG-lista                                        | 3              |
| Sverigetopplistan                               | 4              |
| Swiss Singles Chart                             | 1              |
| UK Singles Chart                                | 3              |
| U.S. Billboard Hot 100                          | 1              |
| U.S. Billboard Top 40 Tracks                    | 1              |
| U.S. Billboard Hot R&B/Hip-Hop Singles & Tracks | 1              |
| U.S. Billboard Hot Rap Tracks                   | 1              |